# Deforestación en Haití

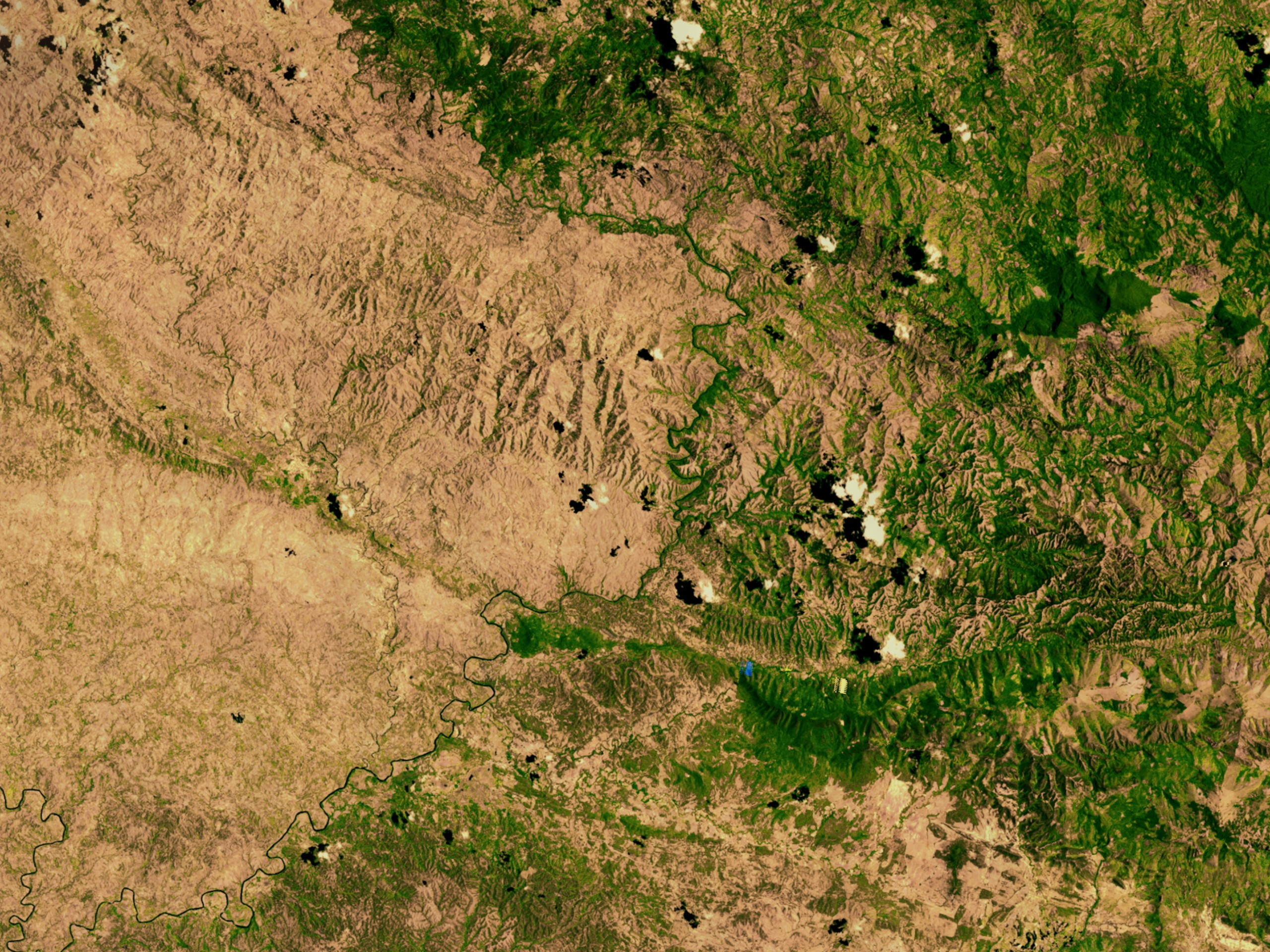
Imagen satelital de la frontera entre el paisaje desnudo de Haití (izquierda) y la República Dominicana (derecha)

La deforestación en Haití es la destrucción progresiva de la vegetación haitiana por parte de sus varias generaciones de residentes, aunque también por algunos factores naturales. La deforestación continúa en el siglo XXI, y su escala y diversas consecuencias medioambientales permiten considerarla un “desastre ecológico”.
La investigación nacional más reciente sobre el carbón vegetal estima que en Haití se producen y consumen anualmente aproximadamente 946.500 toneladas métricas de carbón vegetal, lo que la convierte en la segunda cadena de valor agrícola más grande del país y representa aproximadamente el 5% del PIB.

## Dinámica e impacto
La rápida deforestación de Haití comenzó durante el período colonial, facilitada por la esclavitud de africanos cautivos, y se intensificó cuando se introdujo el café en 1730. Se talaron los bosques de las tierras altas y unos cincuenta años después, aproximadamente una cuarta parte de la tierra de la colonia estaba dedicada al cultivo de café. El sistema de monocultivo de plantaciones y cultivo limpio entre hileras de café, añil, tabaco y caña de azúcar agotó los nutrientes del suelo y provocó una rápida erosión.
Después de la revolución haitiana, el gobierno se vio obligado a exportar madera durante todo el siglo XIX para pagar una indemnización de 90 millones de francos a Francia debido a las reclamaciones francesas por las propiedades perdidas, incluida la población anteriormente esclavizada. Durante más de un siglo, la deuda original más los intereses tuvo que pagarse en varias cuotas en forma de madera. Aunque ya no estaba bajo dominio colonial, la tierra seguía distribuida de manera desigual y a la mayoría de la gente sólo se le concedía acceso a laderas marginales de entre 200 y 600 m sobre las llanuras fértiles y debajo de las zonas de producción de café. Estos suelos de laderas eran muy susceptibles a la erosión cuando se limpiaban para la agricultura.
Sin embargo, la mayor parte de la deforestación se produjo durante la segunda mitad del siglo XX. En 1950, los bosques todavía cubrían aproximadamente el 50% del territorio de Haití. La cobertura forestal había disminuido hasta tan sólo el 8% en 1970 y se acercaba al 2% a principios de los años 1980.
La deforestación se aceleró después de que el huracán Hazel hubiera anegado los árboles de toda la isla en 1954. A partir de 1954 aproximadamente, los concesionarios intensificaron sus operaciones madereras en respuesta a la intensificada demanda de carbón vegetal de Puerto Príncipe . Se aceleró la deforestación, que ya se había convertido en un problema debido a las prácticas agrícolas ambientalmente inadecuadas, el rápido crecimiento demográfico y la mayor competencia por la tierra. No se utilizaron técnicas que podrían hacer que la silvicultura fuera más productiva como combustible, como el desmoche.

### La erosión del suelo
El efecto más directo de la deforestación es la erosión del suelo. Se estima que unos 15 000 acres (60,7 km²)  de la capa superior del suelo son arrastrados cada año, y la erosión también daña otras infraestructuras productivas como presas, sistemas de riego, carreteras y ecosistemas marinos costeros. La erosión del suelo también reduce la productividad de la tierra, agrava las sequías y, finalmente, conduce a la desertificación, todo lo cual aumenta la presión sobre las tierras y la cobertura forestal restante.

### Ataques a los bosques de la República Dominicana
Los oficiales militares dominicanos han creado un lucrativo comercio de carbón y han contratado mano de obra haitiana para producir carbón justo al otro lado de la frontera. Gran parte de este carbón está destinado a Puerto Rico y los Estados Unidos continentales, aunque una pequeña cantidad cruza la frontera hacia Haití. Algunas estimaciones calculan el movimiento ilegal de 115 toneladas de carbón por semana desde la República Dominicana a Haití en 2014, pero estas estimaciones se basan en encuestas incompletas y las cifras son muy controvertidas. Los funcionarios dominicanos estiman que al menos 10 camiones por semana cruzan la frontera cargados de carbón.
La incertidumbre sobre cuánto carbón vegetal se origina en la República Dominicana se resolverá mediante un estudio de producción y consumo de carbón a nivel nacional financiado por el Banco Mundial, que se publicará a fines de 2018. Este estudio ubicó a enumeradores de camiones y barcos carboneros junto con todos los puntos de entrada fronterizos, en tres períodos diferentes de una semana durante todo el año, las 24 horas del día. Los recuentos se extrapolarán a todo el año.

## Estimaciones de pérdida de bosques
Recientemente se han realizado varias estimaciones de la cubierta forestal a nivel nacional para Haití, cada una de las cuales emplea diferentes estándares de definición de lo que constituye un bosque. En un estudio se ha determinado que menos del 1% del bosque primario original en Haití se basaba en una definición de "bosque antiguo", "primigenio" o "bosque virgen". En otro estudio, que aplicó la definición forestal estándar de la FAO de las Naciones Unidas, se estimó en aproximadamente un 30% de cubierta forestal.
Estas diferencias en las estimaciones de la cubierta forestal para Haití son emblemáticas de las diferentes formas en que las personas conceptualizan y clasifican lo que constituye un bosque. Las clasificaciones están impulsadas en parte por los diferentes puntos de vista y agendas de académicos, conservacionistas, políticos y profesionales. La diversidad de definiciones de bosque empleadas en las estimaciones de la cubierta forestal (y sus diferentes resultados) es un fenómeno global bien conocido y ha sido bien documentado.
La isla de La Española fue colonizada por primera vez por humanos hace 6.000 años y su población probablemente superaba el millón de habitantes cuando los colonos europeos llegaron por primera vez en 1492. Aquellos habitantes originales utilizaron los árboles y provocaron la extinción de varias aves y mamíferos. No obstante, la mayor deforestación se produjo después de la llegada de los europeos.
Antes del análisis cuantitativo de fotografías aéreas  e imágenes satelitales    a partir de la década de 1980, el patrón y la tasa de deforestación en Haití eran esencialmente desconocidos, excepto por informes anecdóticos. Sin embargo, esos análisis cuantitativos publicados desde 1980 han diferido en sus estimaciones de "cobertura forestal", que oscilan entre <1% y 32% de la superficie terrestre total, y la mayoría indica estimaciones muy bajas, como uno o dos por ciento. 
El estudio más reciente, publicado en la revista Forests en 2021, estimó "un aumento del 35% en la cubierta arbórea entre 2002 y 2010".El segundo estudio más reciente, publicado en 2020, también encontró "una cubierta forestal considerablemente mayor" que la indicada en estudios anteriores.
Un estudio anterior, publicado en 2018, encontró <1% de cobertura forestal utilizando un sofisticado análisis de "series temporales" de imágenes satelitales que pudo distinguir el bosque primario, también llamado bosque antiguo . Los autores de ese estudio de 2018 también explicaron el motivo por el que un análisis anterior de imágenes satelitales publicado en 2014  había encontrado un porcentaje mucho mayor (32%) de cubierta forestal. Los autores de ese estudio de 2014 habían utilizado la definición estándar global de la ONU de lo que constituye un "bosque" (10% de cobertura vegetal) y no utilizaron un análisis de series temporales para detectar bosques primarios. El bosque primario es el bosque más importante para la preservación de la biodiversidad. En consecuencia, la pérdida de bosque primario es la mayor amenaza para la supervivencia de las especies.
Según un estudio sobre la cubierta forestal en Haití, los bosques primarios del país disminuyeron del 4,4 % al 0,32 % entre 1988 y 2016. Esos autores estimaron que la mayor de las 50 montañas más grandes de Haití perdió todo su bosque primario (es decir, quedó "pelada") en 1986, y solo ocho de esas 50 montañas contaban con bosque primario remanente en 2016.
En una carta que siguió a esta publicación, se argumentó que la definición inusualmente estricta de la cubierta forestal, que no sólo se desviaba del estándar de las Naciones Unidas, originó una estimación baja de la cubierta forestal que descontaba otros tipos de bosques conocidos en Haití, y tendría "implicaciones políticas negativas a nivel mundial". Los autores académicos del estudio de 2018 creían que la crítica de los autores de esta carta equivalía a "endulzar la verdad" y que "las mejores y más efectivas políticas se derivarán de conclusiones imparciales".

## Esfuerzos ambientales
Desde 2015, la Organización de las Naciones Unidas para la Alimentación y la Agricultura (FAO) inició la Acción contra la Desertificación en Haití. El programa ha implementado lo siguiente:
- Restauración de tierras: se restauraron 11.645 hectáreas de tierras degradadas mediante la plantación de 5 millones de plántulas de especies forestales y frutales locales.
- Actividades generadoras de ingresos: Se prestó especial atención a los productos forestales no maderables (PFNM), que van desde maíz y frijol hasta yuca y miel, así como en la creación de cooperativas de ahorro y crédito.
- Capacitación Laboral: Se presentaron talleres y capacitaciones con enfoque en la restauración ambiental.

La mayoría de los gobiernos de Haití sólo han defendido vagamente el imperativo de la reforestación. El principal impulso para actuar provino del exterior. El Programa de Extensión Agroforestal de USAID, Pwojè Pyebwa, fue el principal programa de reforestación de Haití en la década de 1980. Los campesinos plantaron más de 25 millones de árboles en el marco del Projè Pyebwa en su primera edición. 
Los esfuerzos posteriores para salvar los árboles de Haití se centraron en intensificar los programas de reforestación, reducir el desperdicio en la producción de carbón vegetal, introducir cocinas con leña más eficientes e importar madera en el marco del programa Alimentos para la Paz de USAID. Dado que la mayoría de los haitianos dependen de la madera y del carbón vegetal como principal fuente de combustible, se precisan alternativas energéticas para salvar los bosques. En 1999 se autorizó un Plan de Acción Ambiental de 15 años para detener la deforestación mediante el desarrollo de fuentes de combustible alternativas. Sin embargo, la inestabilidad política y la falta de financiación han limitado el impacto de este esfuerzo de reforma.
Varias agencias y empresas que producen cocinas solares como alternativa al uso de madera y carbón han estado trabajando en Haití para proponer soluciones a los problemas de pobreza y escasez de combustible, aunque su efectividad y el grado en que se utilizan son cuestionables.